# True Blue (Hank Crawford)
| Recensione | Giudizio |
| ---------- | -------- |
| AllMusic   | [ 1 ]    |

True Blue è un album discografico del sassofonista jazz statunitense Hank Crawford, pubblicato dalla casa discografica Atlantic Records nel 1964.

## Tracce

### LP
Lato A
1. Shake A-Plenty – 2:34 (Hank Crawford) – Registrato il 9 ottobre 1963
2. Mellow Down – 2:58 (Fred Ford, William Harvey) – Registrato il 19 marzo 1964
3. Read 'Em and Weep – 3:15 (Hank Crawford) – Registrato il 7 giugno 1963
4. Merry Christmas Baby – 3:28 (Lou Baxter, Johnny Moore) – Registrato il 19 marzo 1964
5. Save Your Love for Me – 3:55 (Buddy Johnson) – Registrato il 7 giugno 1963

Lato B
1. Skunky Green – 2:35 (Hank Crawford) – Registrato il 7 giugno 1963
2. Two Years of Torture – 3:26 (Percy Mayfield, Charles Morris) – Registrato il 7 giugno 1963
3. Blues in Bloom – 4:12 (Norman Mapp) – Registrato il 19 marzo 1964
4. Got You on My Mind – 3:10 (Howard Biggs, Joe Thomas) – Registrato il 9 ottobre 1963
5. Shooby – 4:17 (Hank Crawford) – Registrato il 9 ottobre 1963

## Musicisti
Shake A-Plenty / Got You on My Mind / Shooby
- Hank Crawford - sassofono alto
- Wilbur Brown - sassofono tenore
- Alexander Nelson - sassofono baritono
- Charlie Patterson - tromba
- John Hunt - tromba, flicorno
- John Hunt - tromba solo (brano: Shooby)
- Lewis Worrell - contrabbasso
- Carl Lott - batteria

Mellow Down / Merry Christmas Baby / Blues in Bloom
- Hank Crawford - sassofono alto (solo nel brano: Merry Christmas Baby)
- Hank Crawford - pianoforte (brani: Mellow Down e Blues in Bloom)
- Wilbur Brown - sassofono tenore
- Leroy Cooper - sassofono baritono
- Julius Brooks - tromba
- John Hunt - tromba, flicorno
- John Hunt - tromba solo (brano: 'Blues in Bloom)
- Charlie Green - contrabbasso
- Milt Turner - batteria

Read 'Em and Weep / Save Your Love for Me / Skunky Green / Two Years of Torture
- Hank Crawford - sassofono alto
- James Clay - sassofono tenore
- Leroy Cooper - sassofono baritono
- John Hunt - tromba
- Phil Guilbeau - tromba
- Phil Guilbeau - tromba solo (brano: Two Years of Torture)
- Sonny Forriest - chitarra
- Edgar Willis - contrabbasso
- Bruno Carr - batteria

Note aggiuntive
- Nesuhi Ertegun - produttore, supervisore
- Registrazioni effettuate il 7 giugno e 9 ottobre 1963 ed il 19 marzo 1964 a New York City, New York
- Tom Dowd e Phil Iehle - ingegneri delle registrazioni
- James Moore - fotografia copertina album originale
- Loring Eutemey - design copertina album originale
- Joel Dorn - note retrocoprtina album originale[2]